# Hemistola cinctigutta
Hemistola cinctigutta, en chino simplificado, 带无缰青尺蛾, es una especie de polillas de la familia Geometridae, descrita por primera vez por el lepidopterólogo Louis Beethoven Prout en 1935, con distribución en China.